# سال رفت (بهتره با سال تماس بگیری)
"ساول رفت" (به انگلیسی: Saul Gone) آخرین قسمت از مجموعه تلویزیونی بهتره با ساول تماس بگیری می‌باشد. این سیزدهمین و آخرین قسمت از فصل ششم و به‌طور کلی شصت و سومین قسمت سریال است. این قسمت به نویسندگی و کارگردانی پیتر گولد است، که در ۱۵ اوت ۲۰۲۲ از طریق شبکه ای ام سی پخش شد.
"ساول رفت" اساساً در اواخر سال ۲۰۱۰ اتفاق می‌افتد، که با فلاش بک‌هایی از بریکینگ بد و بهتره با ساول تماس بگیری جریان دارد.
گولد و باقی نویسندگان می‌دانستند که سریال با زندانی شدن جیمی به خاطر اقداماتش در بریکینگ بد در فصل ششم به پایان می‌رسد. چندین بازیگر از بریکینگ بد و بهتره با ساول تماس بگیری به عنوان بازیگر مهمان در این قسمت بازگشتند، از جمله برایان کرانستون در نقش والتر وایت، بتسی براندت در نقش ماری شریدر و مایکل مک کین در نقش چاک مک گیل.
حدود ۱٫۸۰ میلیون بیننده این قسمت را در اولین پخش آن از طریق ای ام سی تماشا کردند. "ساول رفت" مورد تحسین قرار گرفت و منتقدان پیشرفت شخصیت جیمی و آشتی او با کیم را تحسین کردند. بسیاری آن را یک نتیجه‌گیری《استادانه》برای سریال و یکی از بهترین فینال‌های تمام دوران دانستند. گیلیگان بیان کرده‌است که "ساول رفت" احتمالاً آخرین اثر از فرانچایز بریکینگ بد است، زیرا او و گولد هیچ برنامه ای برای کارهای بعدی در ادامه آن ندارند.